# Perirhoe circumcincta
Perirhoe circumcincta é uma espécie de gastrópode do gênero Perirhoe, pertencente a família Terebridae.

## Distribuição
Esta espécie é encontrada no Pacífico ocidental: no norte da Austrália, Nova Caledônia e Ilha Norte da Nova Zelândia.